# Ioan Todiraș
Ioan Todiraș (n. 26 decembrie 1956) a fost un deputat român în legislatura 1990-1992, ales în municipiul București pe listele partidului PUNR. În cadrul activității sale parlamentare, Ioan Todiraș a fost membru în grupurile parlamentare de prietenie cu Australia, Statul Israel, Republica Federală Germania, Regatul Unit al Marii Britanii și Irlandei de Nord. 
Ioan Todiraș a fost viceprimar al sectorului 1, București; căsătorit, tată a doi copii.